# Flughafen Wien-Schwechat
Flughafen Wien-Schwechat (IATA:VIE, ICAO:LOWW) is een luchthaven 18 kilometer ten zuidoosten van het centrum van Wenen, Oostenrijk, en is de thuisbasis van Austrian. De luchthaven van Wenen is in 1992 geprivatiseerd en staat genoteerd op de Weense Beurs in de ATX. De luchthaven is snel te bereiken vanaf de binnenstad met S-Bahn lijn S7, Railjet Intercitytrein (RJ) en Regional Express Stoptrein (REX) van de ÖBB (Oostenrijkse Spoorwegen). Ook is de luchthaven te bereiken met de City Airport Train (CAT).
De luchthaven wordt aangeduid als Wien-Schwechat. Dit komt doordat deze luchthaven van Wenen bij het stadje Schwechat ligt in de provincie Neder-Oostenrijk. Ook werd hij zo genoemd om hem te onderscheiden van de opgeheven luchthaven Wien Aspern.

## Vervoer
De luchthaven Wien-Schwechat is een snelgroeiende luchthaven. Het vormt een knooppunt voor vluchten naar Centraal en Oost-Europa en het Midden-Oosten en telde 179 bestemmingen in 67 landen in 2012. In datzelfde jaar vlogen er 22.165.794 passagiers vanaf Wenen; dit is een stijging van 5% met het jaar er voor. Ongeveer een derde van de passagiers maakt een transfer naar een andere vlucht.
In de afgelopen jaren werd gemiddeld tussen de 250.000 en 300.000 ton vracht verwerkt.
De twee banen van de luchthaven kunnen maximaal 74 vliegbewegingen per uur verwerken. Als de groei van de afgelopen jaren zich voortzet, dan wordt in het jaar 2020 deze capaciteit volledig benut. In 2007 zijn de voorbereidingen gestart voor de aanleg van een derde baan. Als alles volgens plan verloopt, kan in 2016 worden begonnen met de daadwerkelijke bouw en kan de baan in 2020 of 2021 in gebruik worden genomen.
In 2005 werd een nieuwe verkeerstoren in gebruik genomen, die met 109 m de hoogste van Europa is. Deze nieuwe toren was nodig om plaats te maken voor de nieuwe vertrekhallen Skylink en om een beter overzicht van de uitgebreide luchthaven te krijgen. De toren wordt gebruikt door de Oostenrijkse organisatie Austro Control.

## Deelnemingen
De luchthavenbeheerder heeft aandelenbelangen in de luchthavens van Malta (33%), Košice (66%) en 25% van de aandelen van Friedrichshafen.

## Aandeelhouders
De beheerder van de luchthaven is de Flughafen Wien Group (FWAG). Neder-Oostenrijk heeft 20% van de aandelen evenals de stad Wenen. Het personeel van de luchthaven heeft 10% van de aandelen en de overige 50% worden verhandeld op de effectenbeurs en zijn breed gespreid. De Schiphol Group heeft een belang van 1% in handen.